# Saint-Christophe-en-Brionnais
Saint-Christophe-en-Brionnais is een gemeente in het Franse departement Saône-et-Loire (regio Bourgogne-Franche-Comté) en telt 513 inwoners (1999). De plaats maakt deel uit van het arrondissement Charolles.
De plaats is bekend door haar rundermarkt, die teruggaat tot 1488. Sinds de jaren 1960 wordt de markt wekelijks gehouden en hier wordt het plaatselijke runderras Charolais verhandeld.

## Geografie
De oppervlakte van Saint-Christophe-en-Brionnais bedraagt 15,2 km², de bevolkingsdichtheid is 33,8 inwoners per km².
De onderstaande kaart toont de ligging van Saint-Christophe-en-Brionnais met de belangrijkste infrastructuur en aangrenzende gemeenten.

## Demografie
Onderstaande figuur toont het verloop van het inwonertal (bron: INSEE-tellingen).

## Foto's

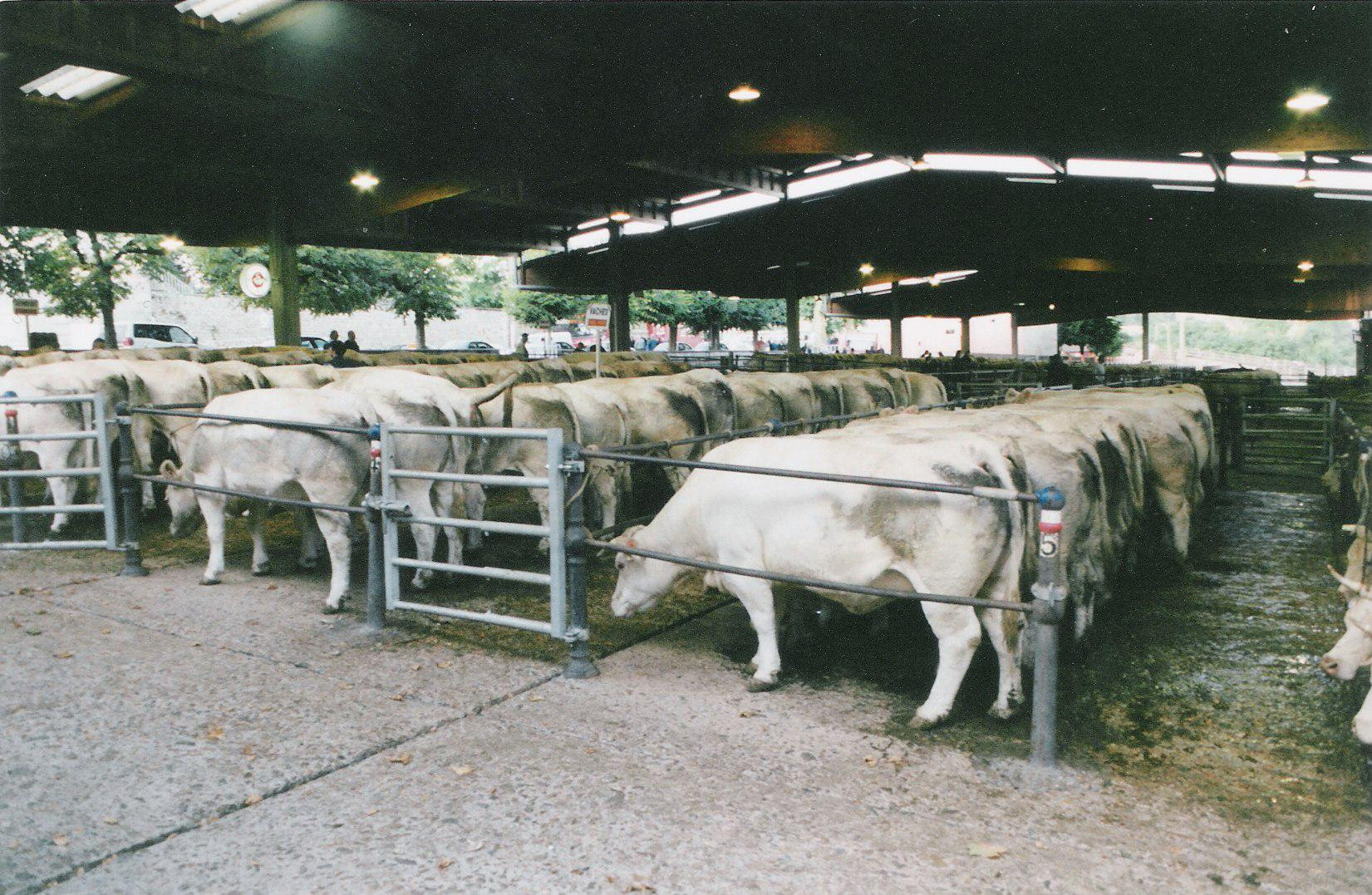
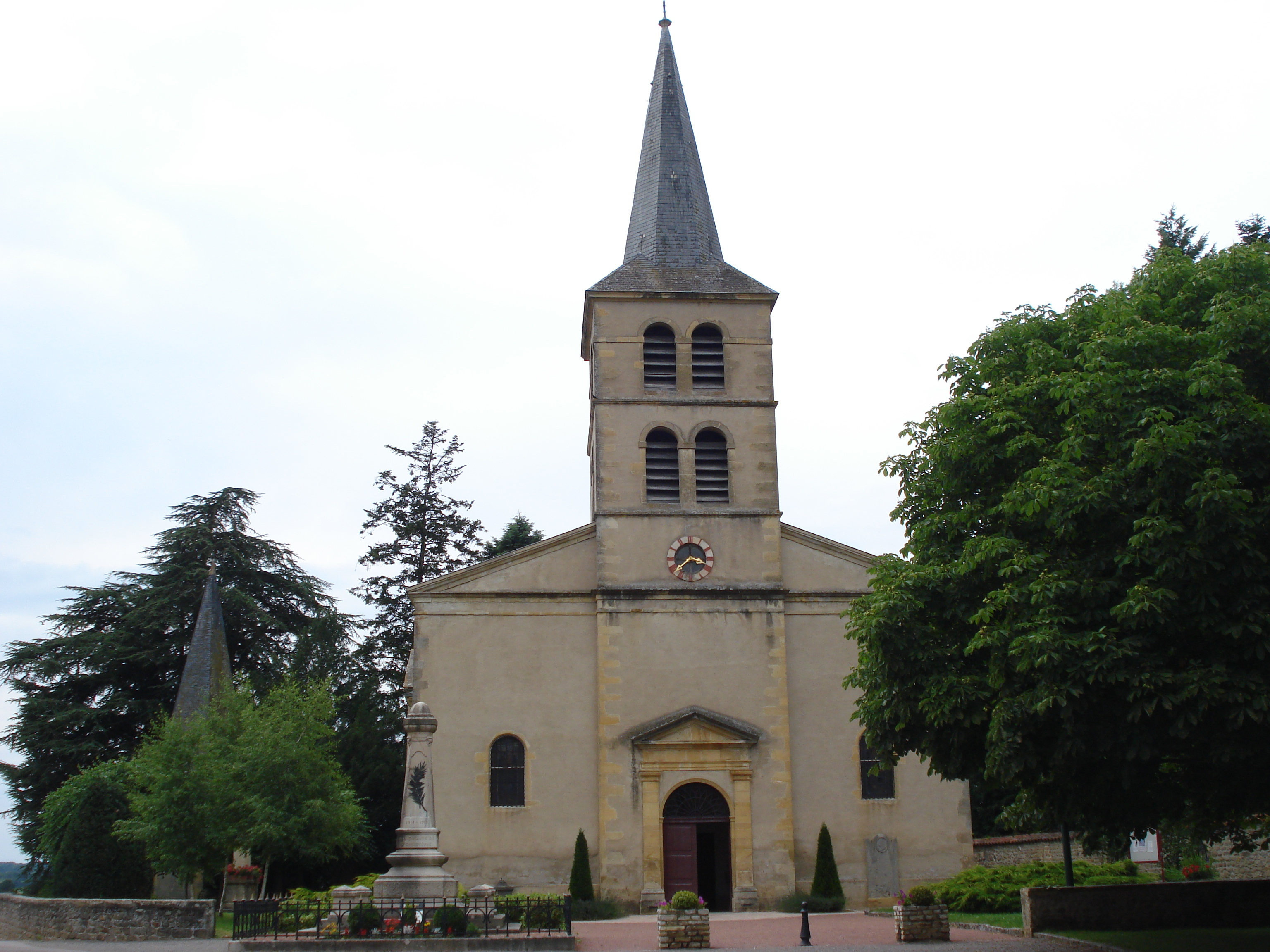
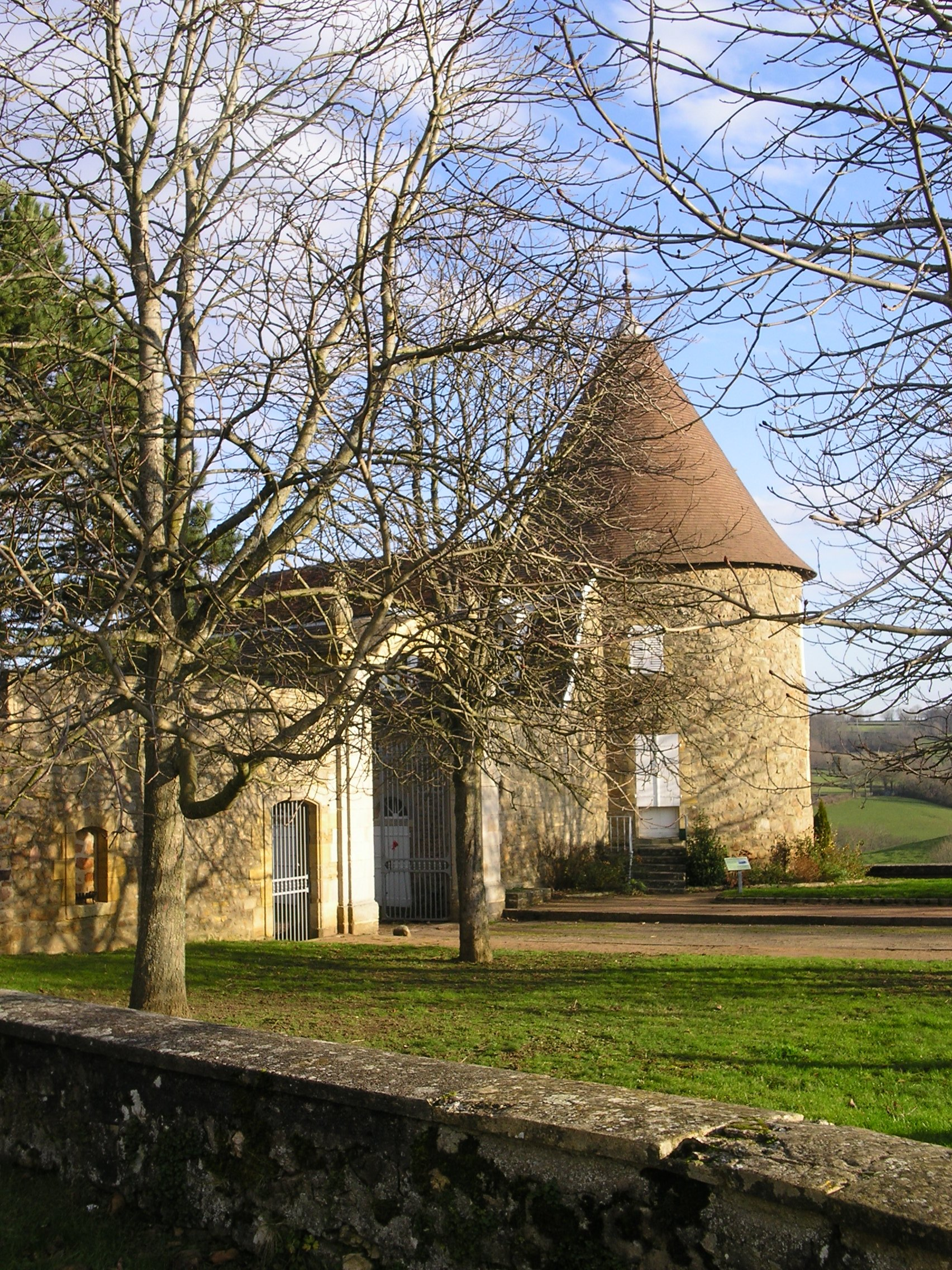
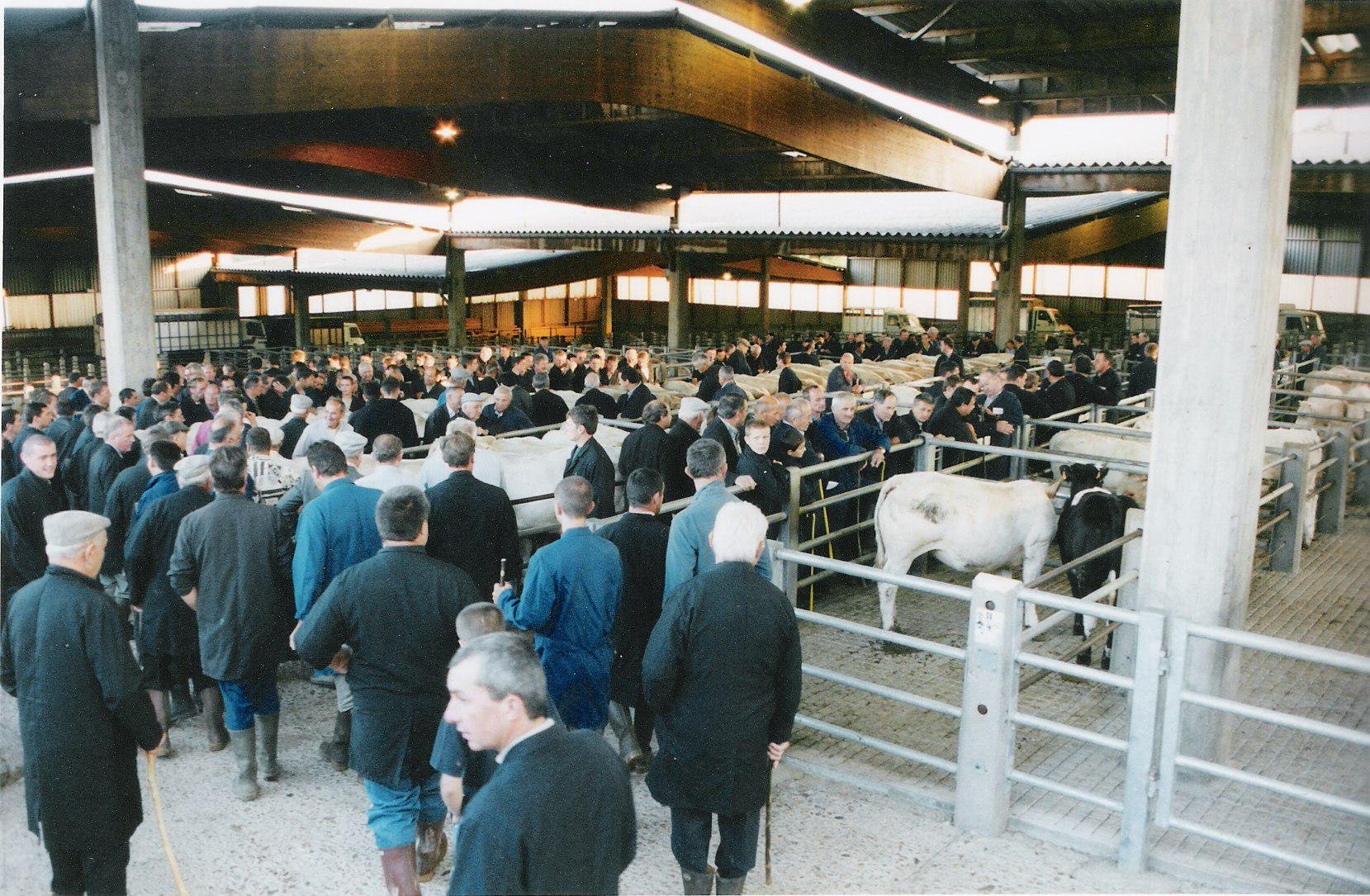